# إيلين وايت
إيلين غولد وايت (بالإنجليزية: Ellen G. White) (إيلين غولد هارمون قبل الزواج؛ 26 نوفمبر 1827 - 16 يوليو 1915) كانت مؤلفة ورائدة مسيحية أمريكية. جنبًا إلى جنب مع قادة المجيئيين (الأدفنتست) الآخرين، مثل جوزيف بيتس وزوجها جيمس وايت، كان لها دور جوهري في مجموعة صغيرة من المجيئيين المبكرين الذين شكلوا ما أصبح يُعرف باسم كنيسة مجيئيي اليوم السابع (الأدفنتست أو السبتيون). تُعد وايت شخصية رائدة في التاريخ النباتي الأمريكي. وضعت مجلة سميثسونيان اسم إيلين جي. وايت من بين «أكثر 100 أميركي أهميةً في كل العصور».
ادعت وايت أنها تلقت أكثر من 2,000 رؤيا وحلم من الإله في اجتماعات عامة وخاصة خلال حياتها، شهدها رواد المجيئيين والجمهور العام. وصفت شفويًا محتوى تلك الرؤى المزعومة ونشرتها من أجل الاستهلاك العام. نظر رواد المجيئيين إلى هذه التجارب على أنها هدية النبوة التوراتية كما هو موضح في رؤيا يوحنا 12:17 ورؤيا يوحنا 19:10 اللتين تصفان شهادة يسوع بأنها «روح النبوة». تسعى سلسلة كتبها صراع العصور إلى عرض يد الإله في تاريخ الكتاب المقدس وفي تاريخ الكنيسة. أصبح هذا الصراع الكوني، الذي أشار إليه مجيئيو اليوم السابع اللاهوتيون باسم «موضوع الخلاف الكبير»، أساسًا لتطوير علم لاهوت مجيئيي اليوم السابع. نُشر كتابها عن الحياة المسيحية الناجحة، خطوات نحو المسيح، بأكثر من 140 لغة. استُخدِم كتاب إرشاد الطفل، وهو مجموعة من كتاباتها حول رعاية الأطفال والتدريب والتعليم، أساسًا لنظام مدرسة مجيئيي اليوم السابع.
اعتُبرت وايت شخصية مثيرة للجدل من قبل منتقديها، إذ تركّز الكثير من الجدل على تقاريرها حول تجارب الرؤى واستخدام مصادر أخرى في كتاباتها. وصفها المؤرخ راندال بالمر بأنها «إحدى أهم الشخصيات وأوسعها خيالًا في تاريخ الدين الأمريكي». وصفها والتر مارتن بأنها «إحدى أروع الشخصيات التي ظهرت في أفق التاريخ الديني وأكثرها إثارة للجدل». كتب آرثر ليسي وايت، حفيدها وكاتب السيرة الحياتية الخاصة بها، أن إيلين وايت هي أكثر مؤلفة أنثى تُرجمت أعمالها من المؤلفات غير الخيالية في تاريخ الأدب، فضلًا عن كونها أكثر المؤلفين غير الخياليين الأمريكيين الذين تُرجمت أعمالهم من كلا الجنسين. غطت كتاباتها مجموعة واسعة من الموضوعات، بما في ذلك الدين، والعلاقات الاجتماعية، والنبوة، والنشر، والتغذية، والخلقية، والزراعة، والإلهيات، والتبشير، ونمط الحياة المسيحية، والتعليم، والصحة. دعت وايت إلى النباتية. وروجت لإنشاء المدارس والمراكز الطبية في جميع أنحاء العالم وكان لها دور أساسي في ذلك، من أشهرها جامعة أندروز في ميشيغان، وجامعة ومستشفى لوما ليندا في كاليفورنيا.
خلال حياتها، كتبت وايت أكثر من 5,000 مقالة دورية و40 كتابًا. اعتبارًا من عام 2019، يتوفر أكثر من 200 كتاب من تألفيها باللغة الإنجليزية، بما في ذلك مجموعات من مخطوطاتها البالغة 100,000 صفحة نشرتها إيلين جي. وايت إستيت، والتي يمكن الوصول إليها في مركز المجيئيين للكتاب. أبرز كتبها خطوات نحو المسيح، ورغبة العصور، والمؤامرة العظيمة.

## حياتها الشخصية

### نشأتها
وُلدت إيلين وشقيقتها التوءم إليزابيث في 26 نوفمبر عام 1827، لروبرت ويونيس هارمون في منزل على طريق 114 في غورهام، مين. كان روبرت مزارعًا يصنع القباعات أيضًا باستخدام نترات الزئبق.
يزعم تشارلز إي. دودلي الأب، في كتابه نسب إيلين غولد هارمون وايت: نبية كنيسة مجيئيي اليوم السابع، وقصة نمو طائفة مجيئيي اليوم السابع وتطورها من ناحية صلتها بالأمريكيين من أصل أفريقي، أن إيلين وايت كانت من أصل أمريكي أفريقي. في مارس عام 2000، كلفت إلين جي. وايت إستيت روجر د. جوسلين، عالم الأنساب المتخصص، بالبحث عن أصل إيلين وايت. وجد جوسلين أنها كانت من أصل أنجلوسكسوني.
في سن التاسعة، أُصيبت وايت في وجهها بحجر. حدث هذا في أثناء إقامتها في بورتلاند، مين، وربما حين كانت تذهب إلى مدرسة براكيت ستريت. قالت إن هذا الحدث أسفر عن بداية تحولها: «أثبتت هذه المحنة، التي بدت مريرة جدًا وكان من الصعب جدًا تحملها، أنها نعمة متنكرة. كانت الضربة القاسية التي أفسدت أفراح الأرض وسيلة تحول عيني إلى الجنة. ربما لم أكن لأعرف المسيح يسوع أبدًا لو لم يقدني الحزن الذي ساد سنواتي الأولى إلى البحث عن الراحة فيه». بعد سنوات قليلة من إصابتها، حضرت إيلين مع والديها اجتماعًا لمعسكر الميثودية في بوكستون، مين، وهناك، في سن الثانية عشرة، حدث تقدم كبير حصلت فيه على تجربة تحويل وشعرت بالسلام.

### حركة الميلرية
في عام 1840، في سن الثانية عشرة، انخرطت أسرتها في حركة الميلرية. في أثناء حضورها محاضرات ويليام ميلر، شعرت بالذنب بسبب خطاياها، وكانت مليئة بالرهبة حول ضياعها إلى الأبد. وصفت وايت نفسها بأنها كانت تقضي الليالي في البكاء والصلاة وعاشت في هذه الحالة لعدة أشهر. في 26 يونيو عام 1842، عمّدها جون هوبارت في خليج كاسكو في بورتلاند بولاية مين، وانتظرت بشغف أن يأتي يسوع مرة أخرى. في سنواتها الأخيرة، أشارت إلى أن تلك الفترة كانت أسعد وقت في حياتها. تسببت مشاركة عائلتها في المليرية بحرمانٍ كنسيٍّ لهم من قبل الكنيسة الميثودية المحلية.

### زواجها وعائلتها
في وقت ما في عام 1845، تواصلت إيلين هارمون مع زوجها المستقبلي جيمس سبرينغر وايت، وهو أحد الميلريين الذي أصبح مقتنعًا بأن رؤاها حقيقية. بعد عام، طلب جيمس يدها للزواج، وتزوجا على يد قاضي الصلح في بورتلاند، مين، في 30 أغسطس عام 1846. كتب جيمس لاحقًا:
تزوجنا في 30 أغسطس عام 1846، ومنذ تلك الساعة وحتى الآن، كانت تاج ابتهاجي... إنه لمن العناية الإلهية أن كلانا تمتع بتجربة عميقة في حركة المجيء... هنالك حاجة الآن إلى هذه التجربة لأنه يجب علينا أن نضم قواتنا، ومع توحدنا، سنعمل بإسهاب من المحيط الأطلسي إلى المحيط الهادئ...
كان لعائلة وايت أربعة أبناء: هنري نيكولز، وجيمس إدسون (المعروف باسم إدسون)، وويليام كلارينس (المعروف باسم ويلي أو دبليو. سي.)، وجون هربرت. لم يعش حتى مرحلة البلوغ سوى إدسون وويليام. توفي جون هربرت بسبب الحمرة في عمر شهرين، وتوفي هنري في عام 1863 بسبب ذات الرئة وكان بعمر 16 عامًا آنذاك.

### سنواتها الأخيرة ووفاتها
قضت وايت السنوات الأخيرة من حياتها في المسهافن، وهو منزلها في سانت هيلينا بكاليفورنيا، بعد وفاة زوجها جيمس وايت في عام 1881. خلال سنواتها الأخيرة، سافرت بوتيرة أقل لأنها ركزت على كتابة أعمالها الأخيرة للكنيسة. توفيت في 16 يوليو عام 1915، في منزلها في المسهافن، الذي أصبح الآن موقعًا مجيئيًا تاريخيًا. بعد ثلاث جنازات، دُفنت مع زوجها جيمس وايت في مقبرة أوك هيل، باتل كريك، ميشيغان.

## روابط خارجية
- إيلين وايت على موقع الموسوعة البريطانية (الإنجليزية)
- إيلين وايت على موقع إن إن دي بي (الإنجليزية)